# Hyphydrus stipes
Hyphydrus stipes är en skalbaggsart som beskrevs av Sharp 1882. Hyphydrus stipes ingår i släktet Hyphydrus och familjen dykare. Inga underarter finns listade i Catalogue of Life.